# Pyramid Hills
Ne doit pas être confondu avec Pyramid Hill.
Les Pyramid Hills sont une chaîne de montagnes située dans les Chaînes côtières californiennes, à l'Ouest du comté de Kings, en Californie.